# Willi Graf
Willi Graf, född 2 januari 1918 i Euskirchen, avrättad 12 oktober 1943 i München, var en tysk soldat och en ledande medlem i motståndsgruppen Vita rosen.